# Август Шмідт (генерал-майор)
Август Шмідт Едлер фон Луїзінген (нім. August Schmidt Edler von Luisingen; 12 вересня 1884, Перемишль – 1963, Відень) — австро-угорський, австрійський і німецький офіцер, генерал-майор.

## Біографія
18 серпня 1903 року вступив у австро-угорську армію. Учасник Першої світової війни, після завершення якої продовжив службу в австрійській армії. З 1936 року — кавалерійський комендант Швидкої дивізії. В липні 1937 року вийшов у відставку.
В травні 1940 року призваний в вермахт. З червня по осінь 1940 року — комендант табору для полонених офіцерів XI A в Остерроде. З 10 лютого 1941 року — командувач військовополоненими 2-го військового округу. З 9 червня 1941 року — комендант району для військовополонених О. З 15 липня 1941 року — командувач військовополоненими при виконавчому штабі Бреслау, з червня 1942 року — 1-ї оперативної зони. 22 липня 1943 року відправлений у резерв фюрера. 30 вересня 1943 року мобілізаційне призначення Шмідта було скасоване, а 31 травня 1944 року було скасоване його перебування в розпорядженні вермахту.

## Звання
- Кадет-виконувач обов'язків офіцера (18 серпня 1903)
- Лейтенант (1 листопада 1904)
- Обер-лейтенант (1911)
- Ротмістр (1915)
- Майор (1921)
- Оберст-лейтенант (30 грудня 1931)
- Оберст
- Генерал-майор запасу австрійської армії (липень 1937)
- Генерал-майор запасу вермахту (травень 1940)
- Генерал-майор до розпорядження (1 липня 1941)

## Нагороди
- Ювілейний хрест
- Пам'ятний хрест 1912/13
- Бронзова і срібна медаль «За військові заслуги» (Австро-Угорщина) з мечами
- Хрест «За військові заслуги» (Австро-Угорщина) 3-го класу з військовою відзнакою і мечами
- Військовий Хрест Карла
- Пам'ятна військова медаль (Австрія) з мечами
- Хрест «За вислугу років» (Австрія) 2-го класу для офіцерів (25 років)
- Орден Заслуг (Австрія), лицарський хрест
- Пам'ятна військова медаль (Угорщина) з мечами
- Почесний хрест ветерана війни з мечами
- Медаль «За вислугу років у Вермахті» 4-го, 3-го, 2-го і 1-го класу (25 років)